# Henri Dupin
Pour les articles homonymes, voir Dupin.
Jean-Henri Dupin est un librettiste et auteur dramatique français né à Paris le 1er septembre 1787 et mort à Paris 9e le 5 avril 1887.

## Biographie
Bien que les dictionnaires le fassent naître en 1791, Jean-Henri Dupin serait né dans la paroisse Saint-Eustache de Paris le 1er septembre 1787. Il a en effet été déclaré âgé de cinquante-six ans sur l'acte de naissance de son fils Henri Dupin de Valène (d) (1843-1902).
Henri Dupin a écrit plus de 200 pièces, dont cinquante en collaboration avec Eugène Scribe, faisant de lui l'un des vaudevillistes les plus féconds du XIXe siècle.
L’Académie française lui décerne le prix Monbinne en 1883.

## Œuvre
- Les Noces de Gamache, avec Thomas Sauvage, musique de Saverio Mercadante, opéra-comique en trois actes présenté pour la première fois le 9 mai 1825 au Théâtre de l'Odéon.
- Roger Bontemps, ou la Fête des Foux, vaudeville en un acte, avec Antoine-Pierre-Charles Favart, créé le 27 mars 1809 au Théâtre du Vaudeville.
- Les Deux Hommes du Nord
- Le Fils d'un agent de change
- Le Fou de Péronne
- La Mansarde des artistes
- Les Manteaux
- Michel et Christine
- Napoléon à Berlin
- La Pension bourgeoise
- Les Six pantoufles, ou Le Rendez-vous des Cendrillons
- Le Solliciteur, ou l'Art d'obtenir des places
- Le Cachemire
- La Villageoise somnambule, ou Les Deux fiancés[4],[5]
- Mila ou l'esclave, anecdote de 1827